# Fire-Code
Fire-Codes sind eine Klasse von binären, zyklischen Codes, die speziell zur Korrektur von Blockfehlern geeignet sind. Sie sind benannt nach ihrem Entwickler P. Fire, der diese Codeklasse 1959 vorstellte.
Zur Konstruktion des Codes werden bestimmte Anforderungen an das Generatorpolynom gestellt, um in der Folge eine bestimmte Anzahl von aufeinanderfolgenden Bitfehlern korrigieren zu können. Fire-Codes finden unter anderem im Mobilfunkbereich Anwendung. 
Zu den Wissenschaftlern, die Fehlerkorrekturverfahren entwickelten, die mit dem Fire-Code in Verbindung stehen, zählte u. a. der japanische Informatiker Tadao Kasami.